# Csíkszentmiklósi római katolikus vártemplom
A  csíkszentmiklósi római katolikus vártemplom a legszebb és legnagyobb 15. századi gótikus toronnyal rendelkező csíki templom. Románia műemlékeinek hivatalos jegyzéke műemlék épületként a HR-II-a-A-12883 sorszámon tartja nyilván.

## A templom története
Szent Miklós egyházközséget a pápai tizedjegyzék először 1333-ban említette.
Egykori román stílusú templomából semmilyen tárgyi emlék nem ismeretes,  feltehetően a 15. század végén építették át gótikus stílusba.
A  lőréses, csúcsíves hangablakokkal ellátott harangtorony ugyancsak a 15. század végén épülhetett.
A templomot a 17. században lőréses védőtornyokkal megerősített fallal vették körül. A várfalnak fontos szerepe volt a 17. századi tatárbetörések idején, mivel a Csíki-medence keleti kapujaként szolgáló településre a Gyimesek felől törtek be a tatárok.
Ferenczi György gyergyószentmiklósi plébános feljegyzése szerint a templomot 1626-ban javították. Feltételezhető, hogy a régi templom szélvitorláján az 1630-as évszám a javítások befejezésének időpontját örökítette meg.
A műemlék épület oltárát 1675-ben készítették.
1689-ben a tornyot új haranggal látták el, amely a brassói Boltosch harangöntő műhelyben készült.
Az 1694-évi tatárbetörés alkalmával a templom és torony súlyosan megrongálódott, a javításra csak 1724-ben került sor.
1777-ben a középkori templomot lebontották. A régi harangtoronyhoz hozzáépített új barokk templom 1784-re épült fel.  Akkor nyerte el a templom a mai formáját, a későbbiekben csak kisebb változtatások történtek.
A csíkszentmiklósi római katolikus vártemplomot 1784. június 6-án Batthyány Ignác püspök szentelte fel Szent Miklós tiszteletére.
A főoltárt 1797-ben készítették, a régi oltárból egy  Keresztelő Szent Jánost ábrázoló oltárkép maradt fenn,  amely a 18. század első felében készülhetett.
A vártemplom toronyórája a 20. század elején készült Müller János budapesti óragyárában.
A templomot 1626-ban, 1821-ben, 1901-ben,  1926-ban és 1995-ben javították.
A Csíkszentmiklósi római katolikus vártemplom Csík egyik legerősebb vártemploma volt.

## A templom leírása
A vártemplomra  a csíki templomok szokásos  felépítése jellemző, egy tengelyen van elhelyezve  a torony, a  hajó és a szentély.
A templom teljes egészében barokk átalakításon esett át, de gótikus elemeket is őriz. Az egykori  gótikus templom alaprajza részben megegyezik a maival. A régi műemlék épület valamivel rövidebb volt és a mai egyenes záródású szentély helyén minden bizonnyal poligonális záródású szentély állt.
A torony jelenleg az épületegyüttes legöregebb része, amely a gótikus templomból maradt meg  többé-kevésbé érintetlenül.
A barokk átépítések során nem bontották le teljesen a templomot. Ezt igazolja a hajó északi falán  látható három támpillér.
A templomot szabálytalan alaprajzú, várfal övezi, amelynek nyugati oldalát a paplak régi szárnyának keleti fala képez.
A templomhajó és a szentély a 18. századi barokk átalakítás eredménye.

## A templom belseje
A  templom belső terét egységes barokk építészet jellemzi. A hajót és a szentélyt fiókos dongaboltozat fedi, a diadalívnél és a szentélynél hevederívvel van megerősítve. A karzatot pillérek tartják.  A karzataljat három, különböző fesztávolságú keresztboltozatos szakasz fedi, a hajó felől az árkádíveket aranyozott keretezés emeli ki, kétoldalt az ívzáródásnál trapéz alakú zárókővel, rajta lant alakú stukkódísszel. A karzat mellvédje tömör falú, hordószerűen kidomborodó előlapján rombuszokból kialakított díszítéssel.
A diadalívet két egymásra helyezett pilaszter tartja. A hevederív hajó felőli oldalát változatos stukkódíszek borítják, közepén körbe foglalva Isten szeme sugaraktól övezve.
A hajó mennyezetét párhuzamos szalagokban elhelyezett geometrikus motívumokkal kialakított vakolatdíszek hálózzák be.
A boltozaton falfestmények láthatók, a belső falakat vászonra festett falképek díszítik. A  festményeket Bulhardt János brassói festő készítette 1900-ban, amelyek evangélistákat, Dávid királyt hárfával, valamint a templom védőszentje Szent Miklós életéből vett jeleneteket ábrázolnak.
A templom főoltára 1797-ben készült el. Középső szoborfülkéjében Szűz Mária és a gyermek Jézus szobra látható, két oldalt Péter és Pál apostol szobra van elhelyezve. A párkány fölött az oltárkorona bordái között Szent Miklós szobra áll, amelyet felhőkön ülő naiv faragású angyalkák vesznek körül.
A vártemplom Keresztelő Szent Jánost ábrázoló oltárképe jelentős művészettörténeti érték.
A szentély északi falán  Krisztus megkeresztelését ábrázoló  oltárkép van elhelyezve.
A 20. század elején  készült a neogótikus mellékoltár és szószék, amelyeket 1995-ben a templom általános felújításakor eltávolítottak.
Az egykori neogótikus mellékoltár Jézus szobra új talapzatra helyezve a templom hajójában látható.
A templom orgonáját a temesvári Wegenstein Lipót és Fiai Orgonagyár készítette 1924-ben.

## A templom tornya
A torony jelenleg az épületegyüttes legrégibb része. Köpeczi Sebestyén József szerint:
„Ez egyike a legszebb és leghatalmasabb XV. századi gótikus tornyoknak.”
Déli falához egyenes, fedett, falépcsős,  dongaboltozatot építettek, amely a kórusba vezet. A torony szegmensíves nyugati bejáratát fa ajtókeret béleli. A bejárat fölött a támpillérek vízvezetőinek magasságában körablak látható. A torony emeleteit övpárkányok választják el, minden emeleten lőréseket alakítottak ki. Utolsó emeletén, a harmadik övpárkányról, magas csúcsíves harangablakok nyílnak.
A tornyot az óraíves koronázó párkány fölött elegáns vonalú barokk toronysisak fedi be, amelyet a 19. század elején készítettek. A déli falon, a legalsó lőrés fölött látható az a feliratos kőtábla, amely a torony 1724. évi javítási munkálatainak állít emléket:
EN HOMOROD/ SZMARTONI BI/ROSANDOR/MADARASON LAKTO/MBA VOLTAM/ENNEK AZ TOR/ONNAK(EGESEN?)/  FUNDATORA  ES/EPITTETÖ MESTERE/1724

## A templom várfala
A templomot szabálytalan alaprajzú, északi oldalán támpillérekkel erősített, lőrésekkel ellátott  2,5-3 méter magas, várfal övezi.  A falat két bástya is erősíti.
A templomkert déli oldalán félköríves nagykapu nyílik, mellette egy nyeregtetővel fedett boltozott kapu látható, amelynek a bejárat fölötti szegmensíves szoborfülkéje jelenleg üresen áll. A bejárat régen a templom felől volt, később kívülről nagyméretű kaput nyitottak.
A várfal keleti sarkát trapéz alakú, sátortetővel fedett, kétszintes bástya erősíti,  keleti és déli falain keskeny lőrések vannak.
A várfal északi oldalán egy kisebb, kétszintes torony látható, amelyet szépvízi kapunak is neveznek. Nyugati oldalát a papilak régi szárnyának keleti fala képezi.

## A templom búcsúja
A Csíkszentmiklósi római katolikus vártemplom búcsúját a  templom és az egyházközség védőszentje Szent Miklós napján, december  6-án tartják.